# Palétuvier
Taxons concernés
- Amanoa caribaea
- Avicennia germinans
- Avicennia marina
- Avicennia officinalis
- Avicennia schaueriana
- Bruguiera gymnorhiza
- Clusia mangle
- Conocarpus erectus
- Crossostylis grandiflora
- Excoecaria agallocha
- Laguncularia racemosa
- Pterocarpus officinalis
- Rhizophora mangle
- Rhizophora stylosa
- Sonneratia alba
- Symphonia globulifera
- Tovomita plumieri
- Uapaca guineensismodifier

Les palétuviers sont des arbres ou arbustes tropicaux appartenant à diverses espèces d'angiospermes, capables de prospérer le long des rivages marins dans la zone de balancement des marées.
Ils supportent l'ennoiement régulier de leur base dans l'eau salée, vivent en colonies et forment de véritables forêts amphibies souvent très denses appelées mangroves (qui équivalent à une palétuveraie). Les palétuviers ne peuvent néanmoins pas pousser sur les milieux sursalés, où le sel concentré par l'évaporation s'est accumulé en excès, sauf après lessivage du sel excédentaire qui s'est accumulé dans ces poches.
Ont pu perdurer malgré la forte salinité et à la faible oxygénation du substrat marin ceux qui ont développé des systèmes de racines aériennes. La forme la plus caractéristique est celle des échasses qui permet aux arbres de vivre sur de véritables pilotis.
Par ailleurs ils ont généralement adopté la viviparité pour se propager : les graines, plutôt que de risquer d'être noyées ou asphyxiées, germent sur l'arbre et ce sont de jeunes plantules qui se détachent de l'arbre-mère pour se ficher directement dans la vase.
Avec le recul des mangroves, plusieurs espèces de palétuviers sont depuis peu considérées comme menacées.
Palétuvier est un terme botaniquement ambigu qui en français ne correspond à aucun taxon exact. L'étymologie de palétuvier proviendrait du guarani.

## Fonctions écologiques
Les fonctions et services écologiques rendus par les mangroves ont été estimés à au moins 1,6 milliard de dollars (1,2 milliard d’euros) par an.
Les palétuviers occupent l'écotone terre-eau-air et les mangroves y sont l'un des écosystèmes les plus bio-productifs du monde. Ce sont les seules grandes espèces à survivre sur des vases anoxiques. Ils y constituent un véritable récif de bois qui devient le support et l'abri d'une faune importante, et qui protège les littoraux instables des assauts de la mer et des tempêtes.

## Place dans la mangrove
- Mangrove de bord de mer (grande profondeur d'eau) : Palétuvier rouge
- Mangrove arbustive (faible profondeur d'eau) : Palétuvier noir
- Zone sèche : Palétuvier gris et Palétuvier blanc

## État, pression sur les espèces
- La première étude mondiale[3]sur le statut de conservation des mangroves a conclu que plus de 10 espèces de palétuviers (16 % des 70 espèces de palétuviers, un sixième des espèces de palétuviers connues) sont menacées de disparition du fait de l'avancée des activités humaines sur les littoraux et dans les mangroves (bois de feu, de construction, aquaculture, urbanisation littorale dont touristique). La disparition de ces espèces entraînera celle de nombreuses autres espèces qui en dépendent, la perte des services écologiques et économiques qu'ils assuraient et rendra les littoraux tropicaux encore plus vulnérables aux tempêtes, aux tsunamis et à la montée des océans. C'est aussi leur fonction de puits de carbone qui régresse.
- Les zones les plus touchées sont les littoraux atlantiques et pacifiques de l’Amérique centrale : 40 % des mangroves y sont menacées.
- Les deux espèces les plus menacées (disparition attendue d'ici 2020 si rien n'est fait) sont Sonneratia griffithii et Bruguiera hainesii.
- Les palétuviers sont dans toutes les mangroves du monde.

## Liste d'espèces appelées «Palétuvier»
- Faux-palétuvier - Uapaca guineensis[4]
- Palétuvier - Avicennia officinalis[5]
- Palétuvier - Pterocarpus officinalis[6]
- Palétuvier - Rhizophora stylosa[7]
- Palétuvier - Sonneratia alba[7]
- Palétuvier argent - Excoecaria agallocha[8]
- Palétuvier aveuglant - Excoecaria agallocha[8]
- Palétuvier blanc - Laguncularia racemosa[9]
- Palétuvier d'eau douce - Uapaca guineensis[4]
- Palétuvier de rivière - Uapaca guineensis[4]
- Palétuvier des Indes - Bruguiera gymnorhiza[7]
- Palétuvier de montagne - Crossostylis grandiflora[8]
- Palétuvier grand bois - Tovomita plumieri[10]
- Palétuvier gris - Avicennia marina[7],[8]
- Palétuvier gris -- Avicennia schaueriana[11]
- Palétuvier gris - Conocarpus erectus[7]
- Palétuvier gris montagne - Amanoa caribaea[12]
- Palétuvier jaune - Symphonia globulifera[7]
- Palétuvier montagne - Clusia mangle[7]
- Palétuvier noir - Avicennia germinans[13]
- Palétuvier rouge - Bruguiera gymnorhiza[8]
- Palétuvier rouge - Rhizophora mangle[14]
- Palétuvier soleil - Sonneratia alba[8]

## Usages
Le bois des palétuviers est un bois qui brûle mal et qui peut produire des dioxines et d'autres organochlorés car ce bois est chargé de sel. On a songé à utiliser certaines essences pour faire de la pâte à papier (en Guyane notamment) mais, bien que facilitée par des peuplements homogènes, son exploitation (débardage en particulier) est difficile, et ne peut être que cyclique et ce, pour respecter les rythmes naturels d'avancée et de recul des mangroves. Cette pratique augmenterait le risque d'importants impacts écologiques et d'érosion du trait de côte.

## Palétuviers dans la culture populaire
Les palétuviers sont chantés dans le duo Sous les palétuviers créé en 1934 par Pauline Carton et René Koval pour l'opérette Toi c'est moi, repris en version filmée par celle-ci en 1936 avec André Berley, interprété ensuite par Jacques Martin et Diane Dufresne, par Alain Weill et Marie Laforêt, par Les Charlots et par Chanson Plus Bifluorée.
On retrouve également la mention du palétuvier dans la chanson Vive le reggae interprétée par Christian Crosland et la chorale de Pleuville.
Bien que l'image du palétuvier renvoie aux mangroves jamaïcaines, pays d'origine du reggae, on s'imagine mal "danser sous les palétuviers", ou y flirter, ces arbres ne poussant que sur un substrat submergé.